# 大屋長太夫
大屋 長太夫（おおや ちょうだゆう、生没年不詳 （17世紀ごろ））は、三河国碧海郡小川村小向（現・愛知県安城市小川町小向）の庄屋、義民とされる伝承上の人物。江戸時代前期に年貢の減免について徳川家光に直訴し、「小向免」と呼ばれる同地域の低い年貢率を実現したと伝えられる。

## 概要
大屋長太夫は、三河国碧海郡小川村（現・愛知県安城市小川町）周辺において義民伝説が残る伝承上の人物である。長太夫は小川村内の集落の一つである小向（こむかい）出身の庄屋とされ、当時の将軍・徳川家光への直訴によって、同地に明治期の地租改正まで存在していた「小向免」と呼ばれる低い年貢率の起源となったとされる伝承が残されている。小向には「捨己済他」と刻まれた長太夫を称える石碑が建てられるなど、長太夫は農民に尽くした庄屋として地域の伝承に登場する。
ただし、長太夫に関しての確実な史料はほとんど見られず、明治時代初期の稿本『小川村村誌』に明治時点での伝承を書き写したものや石碑に刻まれた伝承など、後世に記されたもののみが残っている。これらの状況から、長太夫の出自や直訴の詳細、伝説の語り継がれ方などの歴史的背景については、歴史学者などによっていくつかの仮説が立てられている（後述）。

## 大屋長太夫伝説
1877年（明治10年）頃から1888年（明治21年）頃にかけて編纂され、小川村の概要や由来について記した稿本『小川村村誌』には、長太夫の出自や直訴の経緯についての言い伝えが述べられている。また、小向に建立された長太夫を称える石碑の冒頭には、同地の大屋氏の出自が書かれている。以下は、これら2つに記された大屋長太夫伝説の内容である。

### 出自

#### 『小川村村誌』
生国不明の大屋遠江守という人物には、長男の「長太夫」、次男の「源衛」という2人の息子がいた。長太夫・源衛兄弟は小豆坂の戦いに参加したが、兄弟側の軍勢は劣勢となり、源衛は自刃を決意したが長太夫によって危機を脱した。長太夫は、生きていても仕方が無いと言う源衛を諫め帰農を提案した。源衛は賛成し、兄弟は同国幡豆郡小川の里・前島に居住した。
その後、長太夫・源衛兄弟から9代を経たとき洪水が発生し、村の家屋は全て流された。これにより、村は前島の東にあたる耕地・小向に移住することとなった。小向は石高が355石3斗8升5合あり、これを二分して源衛家、長太夫家とした。

#### 『長太夫顕彰碑』
大屋長太夫は、宝飯郡（現在の額田郡）土呂郷の大屋坂（大谷坂）の付近に居住していたが、室町時代の寛正年間あるいは文明年間に小川の地へ移住した。大谷出身にちなみ、故郷をしのんで大屋の姓を名乗った。

### 直訴 - その後
小向に移住した一族であったが、この地も年々よく水害を被り、穀物などは十分に収穫できなかった。そのため、9代目の長太夫・源衛は年貢の軽減を請願するために「願い書」を書き記し、第3代将軍・徳川家光に直訴した。長太夫と源衛は30回あまり嘆願を行い、これによって前述の石高は全て免下げ（年貢の軽減）を許可された。
「願い書」の控えなどは貴重な宝として保存していたが、1849年（嘉永2年）12月4日、火災により家とともにことごとく焼失した。しかし、「願い書」に捺印した印鑑のみは半焼の状態で灰の中から発見され、現在（編纂当時）まで存在している。長太夫と源衛は直訴の際、先祖の大屋遠江守の墓である五輪塔に松と榎を植え、この松は笠の形の大木となった後（編纂当時から）96 - 97年前まで枯れ木となっており、榎は1867年（慶応3年）まで残っていたが家の没落により売り払われて切り株のみとなった。また、長太夫は、江戸に滞在し免下げを嘆願している期間に紙縒で帯を作っており、これは現存している。
前述の石高は地租改正まで「小向免」と呼ばれ、小向は年貢が軽減される土地として知られていた。なお、編纂当時の小向で大屋姓を名乗っていた家は40戸余りであった。

## 歴史的背景
大屋長太夫伝説が記された『小川村村誌』の目的は史実を検討して述べることではなく、資料として伝承をその通りに記述することであった。よって前章の内容には言い伝えの側面が強く、どこまでが史実であるか検討する必要があるとされる。

### 塚本学による見解
歴史学者の塚本学は、『安城市史』において長太夫の事件の歴史的な位置について考察し、「大屋長太夫の伝承」として一項で伝説に関する見解を示している。
塚本は、伝説への見解として、長太夫が元々武士の身分の出自で村の草分けとなった人物であるということは事実を反映するものであり、「小向免」は村の指導層の激しい減免運動の成果であるとしている。また、直訴の対象が徳川家光であったかについては度外視しつつも、長太夫を中心とした領主への抵抗は17世紀の出来事であったとする。
さらに、事件の伝承について、後述の理由から事件が記録に残らず口述で伝えられることや、住民が領主へ配慮し激しい抵抗運動を合法的なものと改ざんすることによって、事実がその通りに伝えられることはないと推測しつつも、抵抗運動での事件の存在を領主は隠蔽しようとすることおよび文字を利用できる一般住民の数が少ないことによって事件は記録上から抹消されることを指摘し、その状態で伝承が残ったことは住民が表面上は領主に服従しながらその間に抵抗の精神が失われていなかったことを示すとしている。

### 塚本の見解を踏まえた仮説
天野暢保（安城市文化財保護委員）は塚本の見解を受け、三河石川氏の出自や矢作川の整備の歴史、当時の領主であった松平正綱の行動などから長太夫の事件についての考察を『安城歴史研究』に記している。
天野は、15世紀に蓮如とともに小川村に移り、以降同地に住み着いたとする石川氏の出自が偽造であるとされることを指摘し、石川氏を14世紀以前より勢力を持つ土豪であったとした。また、同地付近に住む小松氏、都築氏、野村氏に関しても出自を遠方とする伝承があることを指摘し、大屋氏に関しても小豆坂の戦い以前から小川村に居住する中小名主であるとしている。
大屋氏と水害との関係については、1605年（慶長10年）に矢作古川から現在の矢作川へ流路が変更されたことで、西郷頼嗣による築堤や田中吉政による埋め立てが小向などの下流地域へ及ぼした水害の影響が消え、小向の水害が緩和された可能性を指摘している。これにより、事件は単に水害の激化による年貢軽減の懇願のみではなく、水害を口実とした年貢軽減の権利獲得などそれ以上の意図のもと行われたものと推定している。
また、小川村が1625年（寛永2年）から1725年（享保10年）まで玉縄藩領であったことに着目し、その間に藩主であった松平正綱とその子・松平正信の行動について考察している。天野は『寛政重修諸家譜』における正綱の記述のうち、1644年（正保元年）11月1日の記述である
に注目し、鳳来寺・大樹寺を視察していることが幕府の命令によってであればあえて休暇を取って三河に訪問した理由が説明できないとして、それ以外に正綱自身が三河に赴かなければならなかった理由が存在したと推測している。また、その理由としてこのとき領地に不始末があった可能性を指摘し、それが原因であるとすれば正綱の訪問はその処理のためであったこと、ならびにその不始末が長太夫一件であった可能性を提示している。これによって、長太夫の直訴の対象は徳川家光ではなく領主・松平正綱であるとしている。